# Hoplitis tunica
Hoplitis tunica är en biart som först beskrevs av Warncke 1991.  Hoplitis tunica ingår i släktet gnagbin, och familjen buksamlarbin. Inga underarter finns listade i Catalogue of Life.